# Evgoa
Evgoa is een kevergeslacht uit de familie van de boktorren (Cerambycidae). De wetenschappelijke naam van het geslacht werd voor het eerst geldig gepubliceerd in 1872 door Fåhraeus.

## Soorten
Evgoa is monotypisch en omvat slechts de volgende soort:
- Evgoa dalmanii Fåhraeus, 1872